# ونتر (ویرجینیا)
ونتر، ویرجینیا (به انگلیسی: Venter, Virginia) یک منطقهٔ مسکونی در ایالات متحده آمریکا است که در شهرستان کینگ ویلیام، ویرجینیا واقع شده‌است.